# وليد الشرفا
وليد الشرفا هو كاتب وروائي فلسطيني من مواليد 1973. ألف أربع روايات ومسرحية واحدة. وصلت روايتيه «وارث الشواهد» التي نشرت عام 2017 و«القادم من القيامة» التي نشرت عام 2008 إلى القائمة القصيرة للجائزة العالمية للرواية العربية – البوكر. كما له عددا من الأبحاث والكتب أدبية نقدية منها «إدوارد سعيد ونقد تناسخ الاستشراق: الخطاب، الآخر، الصورة» الذي صدر عن دار الأهلية للنشر والتوزيع.

## السيرة المهنية
وليد الشرفا هو كاتب فلسطيني ولد في مدينة نابلس الفلسطينية في عام 1973. تخرج في جامعة بيرزيت حيث نال شهادة الماجستير عن الأطروحة «بواكير السردية العربية» عام 2000، ثم حصل على الدكتوراه في الأدب العربي من الجامعة الأردنية عام 2006 عن أطروحته «الخطاب عند إدوارد سعيد». ويعمل الشرفا أستاذ الإعلام والدراسات الثقافية والعربية والنقد في جامعة بيرزيت منذ عام 2006. في عام 1991، كتب أول مسرحية وهو مازال في المرحلة الثانوية بعنوان «محكمة الشعب». وبعد ثلاث سنوات ألف روايته الأولى «اعترافات غائب». وصدر له في عام 2008 رواية «القادم من القيامة» التي ترشحت ضمن القائمة القصيرة لجائزة البوكر العربية العالمية، ثم في عام 2017 نشر روايته «وارث الشواهد» والتي انضمت أيضا للقائمة القصيرة الجائزة العالمية للرواية العربية عام 2018. تدور معظم رواياته حول القضية الفلسطينية ومعاناة الشعب الفلسطيني على مر السنين. كما أن الشرفا نشر كتب وأبحاث في النقد الأدبي والسياسة منها كتاب «الجزيرة والإخوان؛ من سلطة الخطاب إلى الخطاب السلطة» عام 2013 الذي صدر عن المؤسسة العربية للدراسات والنشر في بيروت حيث تناول عدة مواضيع سياسية عربية.

## مؤلفاته

### مسرحية
- محكمة الشعب، 1991

### روايات
- اعترافات غائب، 1994
- القادم من القيامة، 2008
- وارث الشواهد، 2017
- ليتني كنت أعمى، 2019
- أرجوحة من عظام 2022

### كتب أدبية
- بواكير السردية العربية، 2000
- الجزيرة والإخوان؛ من سلطة الخطاب إلى خطاب السلطة، 2013
- إدوارد سعيد ونقد تناسخ الاستشراق: الخطاب، الآخر، الصورة، 2019